# Barbut verd arlequí
El barbut verd arlequí (Psilopogon mystacophanos) és una espècie d'ocell de la família dels megalèmids (Megalaimidae) que habita boscos de les terres baixes fins als 1000 m, a la Península Malaia, Sumatra i Borneo.